# Sujet (ballet)
Cet article court présente un sujet plus développé dans : Ballet#Les emplois du danseur.
Le titre de Sujet est donné au danseur ayant atteint le troisième échelon de la hiérarchie du Ballet de l'Opéra national de Paris après avoir été Coryphée, et avant ça Quadrille.
Dès le XVIIIe siècle, les sujets étaient répartis entre « petits sujets » (dansant en petits groupes) et « grands sujets » (dansant les pas de trois, de quatre, etc.).
À partir de 1779, le « premier sujet » constitue le titre suprême, avant son remplacement en 1895 par celui de « sujet étoile », puis par Étoile.
Le sujet est aujourd'hui considéré comme le "remplaçant" du Premier danseur et il peut être choisi comme soliste dans les grands ballets classiques, mais dans des rôles secondaires (exemple: les fées dans La Belle au bois dormant dans la chorégraphie de Noureev).